# Ocean Software
Ocean Software (также Ocean Software Ltd. либо Ocean of America, Inc., но часто упоминается просто как Ocean) — в 1980-х и 1990-х годах один из крупнейших европейских разработчиков и издателей компьютерных игр. Компания издала большое количество видеоигр, основанных на популярных кинофильмах, а также порты игр с аркадных игровых автоматов.
Ocean разработала десятки игр под такие платформы как ZX Spectrum, Commodore 64, Amstrad CPC, Atari ST, Amiga, PC, а также для игровых приставок, таких как Nintendo Entertainment System, Super Nintendo Entertainment System, Sega Master System и Sega Mega Drive.
В 1995 году Infogrames поглотила Ocean Software, позже поглотила компанию Atari и стала называться Atari.

## Игры по фильмам
- The Addams Family
- Addams Family Values
- Animal
- Batman
- Cobra
- Cool World — NES, Super NES, Game Boy, Commodore 64, Amiga, Atari ST, MS-DOS
- Darkman
- Eek the Cat
- The Great Escape (1986)
- Highlander
- Hook
- Jurassic Park
- Knight Rider
- Lethal Weapon
- Platoon (1988)
- Rambo
- Rambo III
- RoboCop
- RoboCop 2
- RoboCop 3
- Short Circuit
- Total Recall
- The Transformers
- The Untouchables
- Waterworld

## Другие известные игры
- Beach Volley (1992)
- Buster Bros. (1990)
- Cabal (1989)
- Chase HQ (1988)
- Chase HQ II (1989)
- Cheesy (1996)
- Combat School (1987)
- Daley Thompson's Decathlon (1984)
- Daley Thompson's Olympic Challenge (1988)
- Daley Thompson's Supertest
- Eco (1987)
- EF2000 (1997)
- F29 Retaliator (1990)
- Gryzor (1987)
- Head Over Heels (1987)
- Hunchback (1984)
- Ivanhoe (1990)
- Inferno (1994)
- Last Rites (1997)
- Lost Patrol (1990)
- Midnight Resistance (1990)
- Mr. Nutz (1993)
- Mr. Nutz: Hoppin' Mad (1994)
- Mr Wimpy (1984)
- New Zealand Story (1989)
- Operation Wolf (1989)
- Operation Thunderbolt (1990)
- Parasol Stars (1992)
- Pushover (1992)
- Putty Squad (1994)
- Rainbow Islands (1990)
- Shadow Warriors (1990)
- Sleepwalker (1993)
- Space Gun (1992)
- TFX (1993)
- Toki (1991)
- Where Time Stood Still (1987)
- Wizball (1988)
- Wizkid (1992)
- Worms (1995)
- WWF European Rampage Tour (1992)
- WWF WrestleMania (1991)